# Эх-ушкье

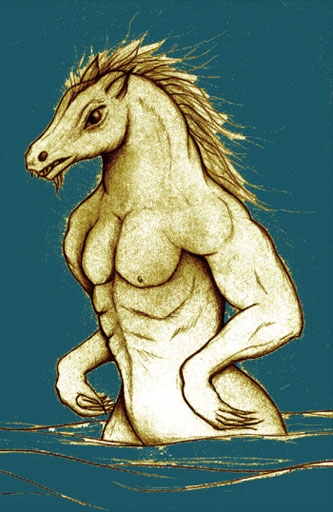
Эх-Ушкье

Эх-ушкье (гэльск. each-uisge, [ɛxˈɯʃkʲə], букв. "водяная лошадь") — мифологические лошади в кельтской мифологии, живущие в море и способные передвигаться по водной поверхности. Схожи с келпи, но гораздо более зловредные. Их можно встретить почти в любом морском заливе или лохе.

## Описание и истории
Эх-ушкье, обитающие в шотландском Хайлэнде, были названы фольклористкой Кэтрин Бриггз "возможно, наиболее опасными и злобными из всех водяных лошадей". В отличие от келпи, населяющих проточные водоёмы, эх-ушкье живёт в море, морских заливах и пресноводных озерах-лохах. Эх-ушкье может принимать форму красивой лошади, пони, симпатичного мужчины или огромной птицы бубри. Человек может оседлать эх-ушкье в его лошадином обличии, но в безопасности он только вдали от моря. Если эх-ушкье увидит воду или почует её запах, он утаскивает всадника с собой под воду на самое дно, причём кожа эх-ушкье становится клейкой, так что с него нельзя соскочить. После утопления эх-ушкье пожирает всё тело жертвы, за исключением печени, которая потом всплывает на поверхность воды.
Об одном озере неподалёку от Аберфелди рассказывают следующую историю:
В один воскресный полдень семь маленьких девочек и мальчик гуляли по берегу озера и увидели пасущегося пони. Одна из девочек села на него верхом, потом вторая, третья и так далее, пока у него на спине не оказались все семеро. Мальчик заметил, что пони удлиняется по мере того, как на нём становится всё больше всадниц, и спрятался за утёсом на берегу. Пони повернул голову и заметил его, и стал звать: «Иди сюда, паршивый мальчишка, садись ко мне на спину!» Мальчик не садился, и пони стал за ним гоняться. Девочки у него на спине кричали, но не могли оторвать от него руки. Так и не поймав мальчика, пони направился вместе с девочками в озеро, и наутро на берег выбросило семь детских печёнок.
В своём человеческом обличье он является симпатичным мужчиной, и его можно отличить от обычного человека только по водорослям или большому количеству песка и грязи в его волосах. По этой причине в Хайлэнде часто опасались встречи с одинокими животными или людьми на берегу заливов или озёр, где, как считалось, жили эх-ушкье.
В Льюисе у пресноводного озера Loch-à-Mhuileinn ("Мельничный Лох") имеется небольшой холм Cnoc-na-Bèist ("Бугорок Чудовища"), на котором эх-ушкье, пытавшийся соблазнить одну женщину, был убит её братом.
Помимо людей, эх-ушкье похищал коров и овец, и его можно было выманить из воды запахом жареного мяса. В книге Маккэя More West Highland Tales имеется следующая история:
Один кузнец с острова Разей потерял из-за эх-ушкье дочь. Чтобы отомстить, он со своим сыном поставил кузню на берегу озера и выковал множество больших крюков. Потом они зажарили овцу и раскалили крюки докрасна. Над водой сгустился туман, и из глубины поднялся эх-ушкье и схватил овцу. Кузнец с сыном вонзили в него раскалённые крюки и после короткой схватки убили. Утром от твари ничего не осталось, кроме вещества, похожего на студень.

## Происхождение
Эх-ушкье с острова Скай был описан Гордоном в 1995 году как имеющий клюв, как у попугая, и это, вкупе с его обычаем неожиданно нырять, могло появиться при невымышленных встречах с морскими черепахами, такими, как например, кожистая черепаха.

## Внешние ссылки
- Мифологическая энциклопедия